# Wizzard

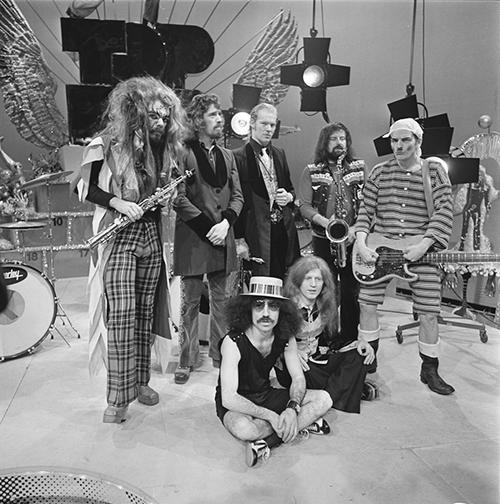
Wizzard in 1974

Wizzard was een Britse band gevormd rond Roy Wood, voormalig lid van The Move, en medestichter van de Electric Light Orchestra (ELO).

## Geschiedenis
Kort na het eerste album van ELO liepen de meningsverschillen met medeoprichter Jeff Lynne geregeld hoog op. Om zijn eigen muzikale weg te kunnen gaan, verliet Roy Wood ELO, en met hem Bill Hunt (toetsen en hoorn), Hugh McDowell (cello) en Trevor Smith (geluidstechnicus). Daarbij kwamen Rick Price (bas), Charlie Grima (drums) en Keith Smart (drums), Mike Burney (sax) en Nick Pentelow (sax).
Ze debuteerden op een festival in Wembley op 5 augustus 1972. Door de opvallende make-up van Wood en de tv-optredens waarbij bizarre kostuums en excentriek gedrag de regel waren, zijn zij een van de meest pittoreske groepen uit de glamrock-periode.
Hun eerste single, "Ball Park Incident", was meteen succesvol, maar hun tweede single, "See My Baby Jive", was hun grootste hit. Met het als eerbetoon bedoelde gebruik van Phil Spectors Wall of Sound behaalden ze vier weken de top van de Britse hitlijsten. Ook de opvolger "Angel Fingers (A Teen Ballad)" was een Britse nummer 1. Hun eerste album, Wizzard Brew, bevatte geen singles en was eerder jazzgericht. De opvolger Introducing Eddy and the Falcons is commerciëler. Hun kerstsingle uit 1973, "I Wish It Could Be Christmas Everyday", wordt jaarlijks nog vaak gedraaid op de Britse radiostations. Door de gezondheidsproblemen van een overwerkte Wood dienden in 1974 heel wat optredens uitgesteld of afgelast. De Amerikaanse tournee van eind 1974 was geen succes. In de herfst van 1975 ging de groep uit elkaar. Een van de redenen hiervoor waren de hoge kosten, die niet door voldoende commercieel succes konden worden goedgemaakt. Deze kosten kwamen onder andere voort uit het grote aantal groepsleden, de steeds wisselende attributen, de gewoonte om bij elk optreden piano's te vernielen en de zeer langdurige opnamesessies. Hun derde en laatste album, Main Street, opgenomen in 1975, werd uiteindelijk pas in 2000 uitgegeven.